# Ромб (Польща)
Ромб (пол. Rąb) — село в Польщі, у гміні Пшодково Картузького повіту Поморського воєводства.
Населення — 313 осіб (2011).
У 1975-1998 роках село належало до Гданського воєводства.

## Демографія
Демографічна структура станом на 31 березня 2011 року:
|          | Загалом | Допрацездатний вік | Працездатний вік | Постпрацездатний вік |
| -------- | ------- | ------------------ | ---------------- | -------------------- |
| Чоловіки | 164     | 42                 | 107              | 15                   |
| Жінки    | 149     | 42                 | 81               | 26                   |
| Разом    | 313     | 84                 | 188              | 41                   |